# Бобырь, Андрей Матвеевич
Андрей Матвеевич Бобырь (13 декабря 1915, Ничипоровка, Полтавская губерния — 18 мая 1994, Киев) — советский украинский певец-бандурист, кобзарь, дирижёр оркестра народных инструментов Гостелерадио УССР, педагог. Народный артист Украинской ССР (1986). Участник Великой Отечественной войны, лётчик-истребитель.

## Биография
Родился 30 ноября (13 декабря) 1915 года в селе Ничипоровка Полтавской губернии Российской империи.
С детства увлёкся игрой на бандуре. В 1936—1941 годах был артистом. В 1941 году окончил Киевский музыкально-театральный техникум.

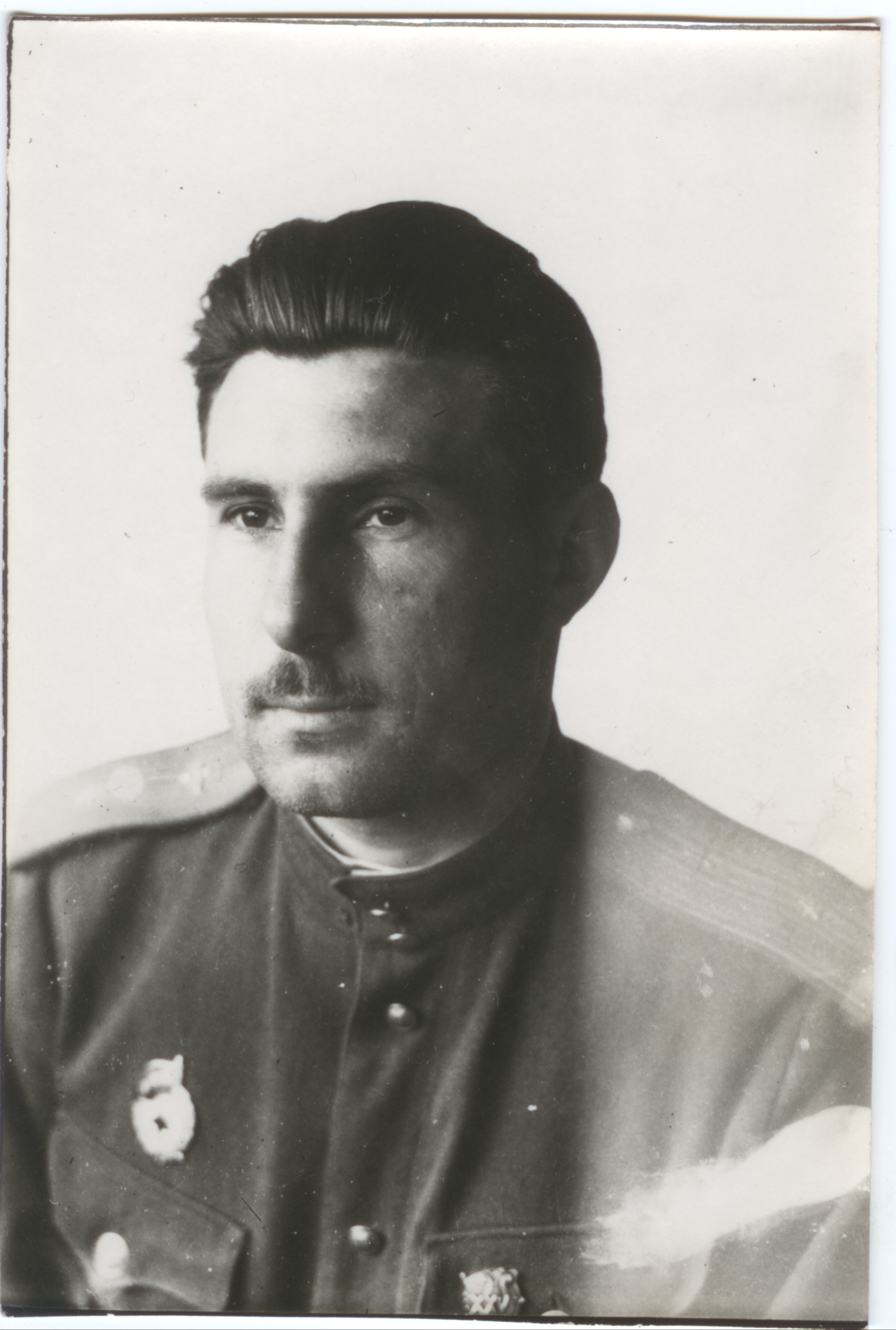
Фотография Андрея Матвеевича 1945 года

Участник Великой Отечественной войны. В РККА с 1941 года, на фронте с сентября 1944 года: окончив лётную школу стал лётчиком-истребителем, гвардии младший лейтенант. Служил в 212-м гвардейском истребительном авиаполку 22-й гвардейской истребительной авиадивизии. Летал на «Аэрокобре». Провёл 21 боевой вылет, в том числе один со штурмовкой войск противника и один групповой воздушный бой.
Известно, что свою бандуру, которую смастерил собственноручно, не оставлял на земле, а прятал инструмент в крыле самолёта, считая его своим оберегом. Тот факт, что он не прекращал занятие музыкой и на войне, организовал и руководил в части кружком самодеятельности, был отмечен в наградных документах наряду с заслугами по выполнению боевых вылетов:

29.4.45 выполнял задачу по прикрытию наземных войск в районе Берлина. После патрулирования по радио было приказано штурмовать наземные войска противника в г. Ваннзе. Несмотря на сильный обстрел зенитной артиллерии поставленную задачу выполнил. В результате штурмовки уничтожено до 40 человек живой силы противника.
Принимает активное участие в организации досуга личного состава, исполняет ряд художественных номеров, которые пользуются успехом у зрителей.
За мужество проявленное при выполнении боевых заданий, за руководство самодеятельностью в боевых условиях, достоин награждения Орденом Красной Звезды.
— из наградного листа за подписью командира 212-го иап гвардии майора И. А. Овчинникова, май 1945-го
Награждён Орденом Красной Звезды (1945), медалью «За победу над Германией» (1945), орденом «Знак Почёта» (24.11.1960), Орденом Отечественной войны II степени (1985).

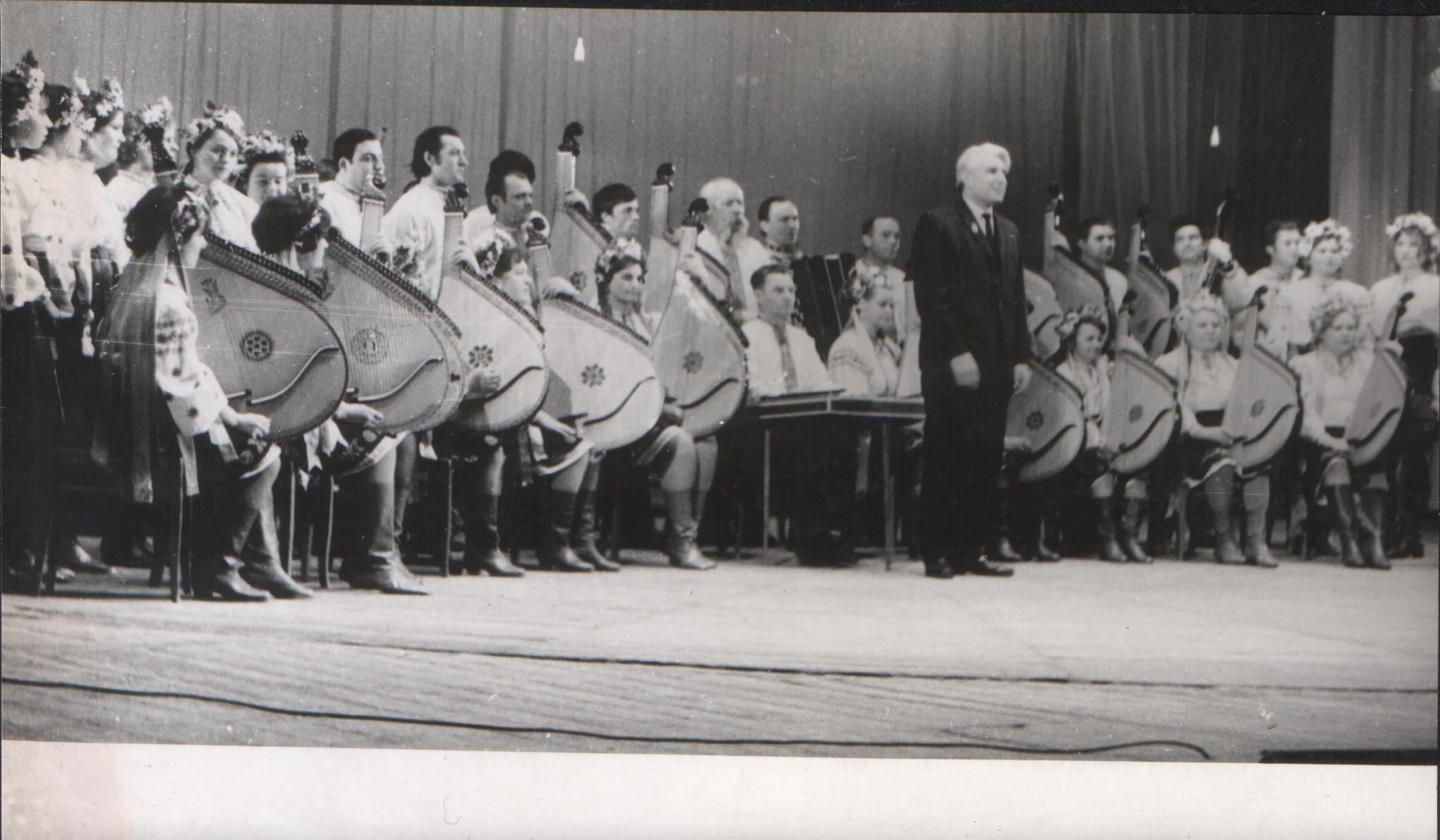
Дирижёр А. М. Бобырь со своим ансамблем бандуристов, 1974 год

С 1946 года — художественный руководитель Ансамбля бандуристов Украинского радио. В 1947 году окончил Киевскую консерваторию по классу Г. Верёвки и Г. Компанейца, затем там же аспирантуру (1951). В 1950 году вступил в ВКП(б).
В 1949—1979 годах — преподаватель Киевской консерватории. С 1965 года — художественный руководитель и главный дирижёр оркестра народных инструментов Гостелерадио Украинской ССР. В 1965 году присвоено звание Заслуженного, а в 1986 году — Народного артиста Украинской ССР. С 1992 года — сотрудник Государственного музея театрального, музыкального и киноискусства Украины.
Умер в 1994 году в Киеве.

## Творчество
Автор более 500 обработок народных песен и танцев, пьес для бандуры составивших авторские сборники «Збiрник пiсень i танцiв: Для хору, бандуры» (1959) и «Украинские советские народные песни для однородного хора в сопровождении бандур» (1971).
Мелодия песни «Ревёт и стонет Днепр широкий» в исполнении Андрея Бобырь стала музыкальными позывными Украинский радио (и является ими в настоящее время).
В 1950—1960-е годы вышло несколько пластинок с записями песен в исполнении ансамбля бандуристов Украинского радио под его руководством.